# 武野良
武野 良（たけの りょう）は、群馬県前橋市出身のソングライター、編曲家。日本音楽著作権協会正会員。日本作曲家協会会員・(元)日本音楽著作家連合理事・(元)日本音楽著作家協会常務理事。

## 経歴
高校音楽部でクラシック音楽を演奏体得。
高校卒業後アマバンド「SwingClears」を立ち上げダンスバンド、クラブバンド等で編曲・サクソフォーンを担当。
「第4回前橋市民の歌」作曲入選。後に県作詞作曲協会が発足され入会。
1972年の県主催芸術祭で上条恒彦歌唱作品に選考発表されたのを機に作曲家を目指す。
山本譲二に提供した楽曲「夢想人・MUSOUJINN」は「第26回日本作詩大賞」入賞作品の作曲家として出世作となる。
群馬県立勢多農林高等学校100周年イメージソング「かやの木＝詞曲編制作」を寄贈。
「ふるさと前橋恋の街＝岬伸二歌唱/詞曲編曲」制作・発売。

## 主な作品
- 山本譲二
  - 夢想人・MUSOUJINN
- 水森かおり
  - 恋文
- やや
  - 恋のダンス・トウ・ダンス
- 中野新太郎
  - 甘楽の夜/さだめ雪
- 森久美子
  - 人生演歌節/おんなの一歩
- 野中彩央里
  - 瀬戸の夕凪
- 扇ひろ子
  - おんな流れ花